# Alstons Wollige Zwergbeutelratte
Alstons Wollige Zwergbeutelratte (Marmosa alstoni) ist ein Säugetier in der Familie der Beutelratten (Didelphidae), das in Mittelamerika im Hochland von Costa Rica vorkommt.

## Merkmale
Diese Zwergbeutelratte erreicht eine Kopf-Rumpf-Länge von 18 bis 19,5 cm, eine Schwanzlänge von 24,4 bis 27,4 cm sowie ein Gewicht von 100 bis 155 g. Die Hinterfüße sind 2,9 bis 3,5 cm lang und die Länge der Ohren beträgt 2,3 bis 30 cm. Damit ist Marmosa alstoni die größte Art der Untergattung Micoureus. Das Fell ist einfarbig matt graubraun, an den Wangen und der Mitte von Gesicht und Schnauze aber hell. Die Haare sind flauschig und auf der Mitte des Rückens 11 bis 15 mm lang. Das Bauchfell und die Innenseiten der Vorderbeine sind grau mit einem unterbrochenen Mittelstreifen am Bauch. Die Pfoten sind auf der Oberseite mit kurzen, hellen Haaren bedeckt. Die Ohren sind dunkel und kürzer als die Hinterfüße. Der lange Schwanz (ca. 145 % der Kopf-Rumpf-Länge) ist zum größten Teil unbehaart. Lediglich die Basis ist auf den ersten 40 bis 60 mm mit 16 bis 22 mm langen Haaren bedeckt. Bei den meisten Exemplaren ist das körpernahe Viertel des Schwanzes dunkel und der Rest ist weißlich. Die Weibchen haben neun Zitzen, je vier rechts und links und eine mittige.

## Verbreitung und Lebensweise
Die Art kommt nur im Hochland von Costa Rica in Höhen von 700 bis 1750 Metern über dem Meeresspiegel vor, jedoch nicht in der Cordillera de Talamanca und der Cordillera de Guanacaste. In Monteverde ist ihr Lebensraum ein Wolken- und Nebelwald mit offenen Unterwuchs aus Sträuchern, kleinen Bäumen und Sämlingen unter einem geschlossenen Baldachin aus hohen (25 bis 40 m), meist immergrünen Bäumen. Außerdem kommt Alstons Wollige Zwergbeutelratte in Sekundärwäldern und Gärten vor.
Die Beutelratten klettern vorwiegend auf Bäumen und besuchen gelegentlich den Boden zum Baumwechsel oder zur Nahrungssuche. Alstons Wollige Zwergbeutelratte frisst Insekten, andere Wirbellose sowie verschiedene Früchte. Sie baut ein Nest aus Blättern, das auf Palmen oder zwischen Kletterpflanzen versteckt wird. Erwachsene Tiere leben meist allein oder in kleineren Gruppen. Sie besuchen gelegentlich Gebäude am Waldrand. Ein aufgefundenes Weibchen säugte einen Wurf mit 11 Jungtieren.

## Systematik
Die Beutelrattenart wurde im Jahr 1900 durch den amerikanischen Zoologen Joel Asaph Allen unter der Bezeichnung Caluromys alstoni erstmals wissenschaftlich beschrieben. Später wurde sie der Gattung der Zwergbeutelratten (Marmosa) und der Untergattung Micoureus zugeordnet. Unter der Bezeichnung Marmosa alstoni wurden bis Dezember 2021 alle mittelamerikanischen Micoureus-Populationen geführt. Im Rahmen einer Revision der Untergattung Micoureus wurden im Dezember 2021 die in Panama vorkommende Micoureus-Population unter der Bezeichnung Marmosa adleri als eigenständige Art neu beschrieben und die im feuchten karibischen Tiefland von Nicaragua und Costa Rica vorkommende Micoureus-Population unter der Bezeichnung Marmosa nicaraguae von Marmosa alstoni abgespalten. Die Bezeichnung Marmosa alstoni gilt seitdem nur noch für die Micoureus-Populationen im Hochland von Costa Rica. Die Schwesterart von Alstons Wolliger Zwergbeutelratte ist Marmosa adleri.
Alstons Wollige Zwergbeutelratte ist nach dem britischen Zoologen Edward R. Alston benannt.

## Belege
1. 1 2 3 4  Robert S. Voss, Thomas C. Giarla, Sharon A. Jansa: A Revision of the Didelphid Marsupial Genus Marmosa Part 4. Species of the Alstoni Group (Subgenus Micoureus). In: American Museum Novitates. Band 2021, Nr. 3983, 8. Dezember 2021, ISSN 0003-0082, doi:10.1206/3983.1 (bioone.org).
2. ↑  Reid, Fiona (Hrsg.): A Field Guide to the Mammals of Central America. Oxford University Press, 2009, S. 47–48 (englisch, Micoureus alstoni).
3. ↑  Joel Asaph Allen (1900): Note on the generic names Didelphis and Philander. Bulletin of the American Museum of Natural History 13 (15): 185–190
4. ↑  Beolens, Watkins & Grayson: The Eponym Dictionary of Mammals. JHU Press, 2009, S. 10 (Alston).